# Lazàrevskaia
Lazàrevskaia (en rus: Лазаревская) és un poble de l'óblast d'Arkhànguelsk, a Rússia, segons el cens del 2012 tenia 92 habitants.